# Ork

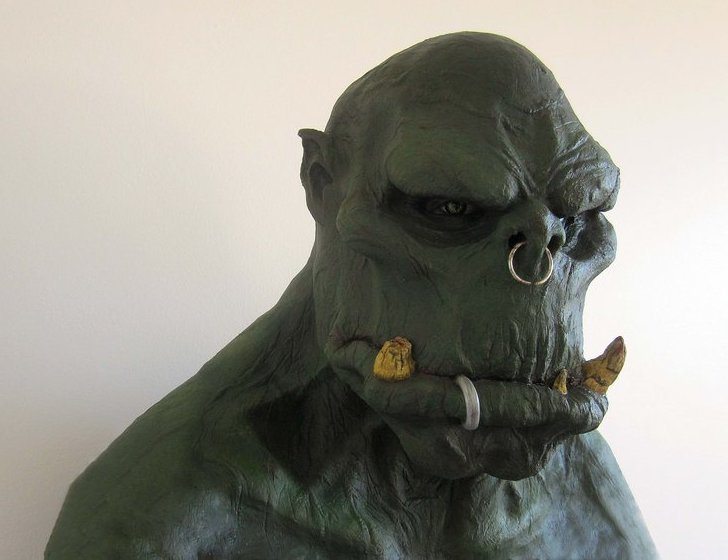
Popularne wyobrażenie orka

Orkowie (ang. Orcs) – rodzaj humanoidalnych ras występujących w wielu utworach fantastycznych (głównie fantasy). Pierwotnie wykreowani przez J.R.R. Tolkiena w jego autorskim legendarium, pojawili się następnie w szeregu innych fikcyjnych uniwersów. Zazwyczaj orkowie przedstawiani są jako rasa agresywnych i brutalnych antagonistów, jednak nie jest to regułą.

## Etymologia
Przyjmuje się, że słowo ork etymologicznie może wywodzić się od łacińskiego orkus, w mitologii rzymskiej stanowiącego nazwę zarówno podziemnej krainy umarłych, jak i jej władcy (jako odpowiednik greckiego Hadesu).  W staroangielskim wyraz „orc” (w Beowulfie „orcneas”) oznaczał fantastyczną istotę identyczną z francuskim „ogre”, potwora, obcego, ducha. Anglosasi nazywali tak m.in. Normanów.

## W fantastyce

### U Tolkiena
W Legendarium Tolkiena orkowie to jedna z ras zamieszkujących Śródziemie, wywodząca się z elfów schwytanych przez Morgotha i wyhodowana za pomocą powolnych tortur. Morgoth uczynił ich swoimi niewolnikami i odtąd orkowie toczyli zażarte boje z ludźmi, krasnoludami i elfami.
W pierwotnym wydaniu Hobbita i wczesnych szkicach Władcy Pierścieni Tolkien nazywał orków goblinami lub hobgoblinami. W późniejszym okresie nazwy goblin i hobgoblin zastąpił w większości przypadków nazwami ork i Uruk-hai.

### U innych autorów
Od wydania Władcy pierścieni Tolkiena, orkowie pojawiają się również w wielu innych utworach fantasy i grach fabularnych. Orkowie i gobliny są w nich zwykle różnymi, choć spokrewnionymi rasami goblinoidów. Orkowie pojawiają się między innymi w grach fabularnych Dungeons & Dragons i Warhammer Fantasy oraz w grach komputerowych z serii Warcraft czy komputerowej grze fabularnej Gothic. Świat Warcrafta jest jednym z kilku (również w świecie The Elder Scrolls, Gothic 3, Earthdawn i Świecie Dysku), gdzie orkowie dorównują ludziom inteligencją i nie są z natury źli – potrafią nawet być heroiczni.

#### Dungeons & Dragons
Orkowie w świecie Dungeons & Dragons to wysokie humanoidy o szarej bądź szaro-zielonej skórze porośniętej szczeciną. Tworzą oni patriarchalne społeczeństwa, dla których wojna i rozszerzanie terytoriów jest priorytetowym celem. Orkowie potrafią sprzymierzać się ze sobą lub z innymi rasami, aby osiągnąć pewien jasno określony cel. Sojusze takie jednak rozpadają się wkrótce po zwycięstwie, przez co orkowie nie potrafią dobrze zarządzać zdobytymi terenami.

#### Gothic
W świecie gry Gothic orkowie przedstawieni są jako stworzenia, które stworzyły kulturę dorównującą ludzkiej, budują miasta oraz świątynie, korzystają z własnego języka, są zdolne do nauczenia się języka ludzi. Potrafią budować doskonałe machiny oblężnicze. Orkowie w pierwszych dwóch częściach serii Gothic oraz w dodatku Gothic II: Noc Kruka są opisywane jako dwumetrowe olbrzymy, które potrafią powalić nawet kilku mężów i są sługami Beliara. W części trzeciej zaś, są bardziej podobni do ludzi, są mniejsze niż w dwóch poprzednich częściach (wzrost podobny do ludzkiego) oraz mają kilka cech odmieniających je od orków w poprzednich częściach Gothic.

#### Heroes of Might & Magic V-VI
W Heroes V orkowie, jak również gobliny, centaury i cyklopy, zostali stworzeni podczas Pierwszego zaćmienia przez czarodziejów z siedmiu miast, poprzez połączenie ludzi i krwi demonów. W ten sposób powstała pozbawiona skrupułów, niezwykle brutalna rasa wojowników. Po pokonaniu demonów orkowie musieli wywalczyć sobie wolność, ponieważ wielu władców widziało ich w roli niewolników. Orkowie czczą siły przyrody, ojca niebo i matkę ziemię. Są dobrymi wojownikami, najbardziej cenią honor i lojalność. Ich szamani potrafią posługiwać się prymitywną magią.

#### Świat Dysku
W Świecie Dysku orki zostały stworzone przez Igory na polecenie Złego Imperatora, który wykorzystywał je później jako narzędzia w walce. Panuje powszechne przekonanie, że pochodzą od goblinów, w rzeczywistości jednak stworzono je z ludzi. Posiadają dodatkowy organ wewnętrzny zwany „Braciszkiem”, który potrafi zregenerować ciało po uszkodzeniu, przez co orków bardzo trudno jest zabić (nie jest to jednak niemożliwe). Orkiem jest Nutt, kapitan drużyny piłkarskiej Niewidocznego Uniwersytetu w powieści Niewidoczni Akademicy.

#### The Elder Scrolls
W świecie The Elder Scrolls orsimerowie, zwani orkami są jedną z ras elfickich (merów). Orkowie są inteligentną rasą czczącą jednego z daedrycznych książąt – Malacatha. Orkowie zamieszkują Orsinium, które znajduje się w prowincji Wysoka Skała oraz liczne osady rozsiane po świecie. Wielu zasymilowało się jednak w dużych miastach, gdzie zwykle pracują jako handlarze, kowale i najemnicy. Są bardzo dobrymi wojownikami, potrafią się doskonale posługiwać ciężkimi pancerzami i toporami, lecz nie są zbyt zdolni w magii i alchemii.

#### Warcraft
W serii gier osadzonych w świecie Warcrafta orkowie przedstawiani są jako rasa wybitna w sztuce wojennej, lecz nastawiona pokojowo do innych ras. Zamieszkują Azeroth, lecz pochodzą z Draenoru, świata zniszczonego eksplozją. Mówią swoim własnym językiem. Pod wodzą Thralla orkowie przewodzą Hordzie, w której skład wchodzą również trolle oraz taureni.

#### Warhammer Fantasy
W świecie Warhammera orkowie są prymitywnym i niezwykle agresywnym gatunkiem zielonoskórych humanoidów, których życie polega na ciągłej walce, koczowniczym życiu i plądrowaniem podbitych ziem. Wraz z goblinami, hobgoblinami i zwierzętami nazywanymi paszczurami są określani mianem „Zielonoskórzy” (the Greenskins).

#### Warhammer 40,000
W grze bitewnej Warhammer 40,000, utrzymanej w klimacie science-fantasy, orkowie stanowią gatunek kosmicznych łupieżców i piratów, jeden z licznych wrogich ludzkości, korzystający z wymyślnego, choć niekoniecznie najlepszego jakościowo uzbrojenia (jak np. doprowadzone do stanu względnej używalności wraki pojazdów innych ras). Co więcej – są ze swojej natury organizmem symbiotycznym; kiedy ork ginie, z jego ciała wydobywają się zarodniki grzybni, z których po pewnym czasie rozwijają się następni orkowie. Dlatego nie występują orkowie-samice czy orkowie-dzieci – sprawia to, że gatunek ten może całkowicie poświęcić się wojnie.

## Nawiązania
W Polsce mianem „orków” zaczęto żartobliwie określać pracowników korporacji w skupisku biurowców na warszawskim Służewcu i zachodnim Ksawerowie, określanym nieformalnie jako Mordor.
Podczas trwającej od 2022 roku rosyjskiej inwazji na Ukrainę, media ukraińskie oraz zachodnioeuropejskie używały określenia „orki" wobec rosyjskich żołnierzy, dopuszczających się zbrodni wojennych na terenach okupowanych. Do zjawiska odniosła się organizacja UAnimals oraz aktor Sala Baker, wskazując, że tolkienowscy orkowie nigdy nie zachowywali się w tak okrutny sposób jak Rosjanie.